# 图帕伦蒂
图帕伦蒂是巴西南大河州的一个市镇。总面积307.675平方公里，总人口8793人，人口密度28.6人/平方公里。